# Пурас
Пурас (ісп. Puras) — муніципалітет в Іспанії, у складі автономної спільноти Кастилія-і-Леон, у провінції Вальядолід. Населення — 58 осіб (2010).
Муніципалітет розташований на відстані близько 120 км на північний захід від Мадрида, 55 км на південь від Вальядоліда.

## Демографія
Динаміка населення (INE ):

## Галерея зображень

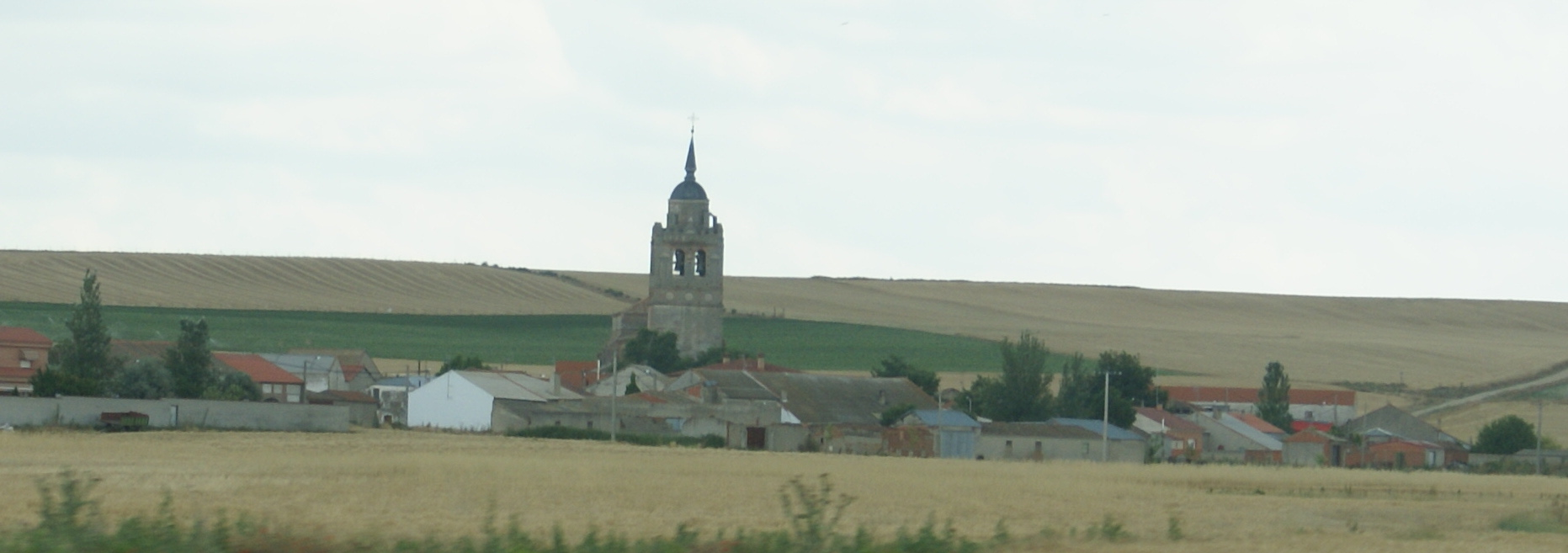
Пурас